# دستور النمسا
دستور النمسا (بالألمانية: Österreichische Bundesverfassung)‏ ) هي هيئة جميع القوانين الدستورية لجمهورية النمسا على المستوى الاتحادي. ينقسم على العديد من الأعمال المختلفة. محورها هو القانون الدستوري الاتحادي ( Bundes-Verfassungsgesetz )، والذي يتضمن أهم الأحكام الدستورية الاتحادية.
وبصرف النظر عن B-VG، هناك العديد من القوانين الدستورية الأخرى (تسمى Bundesverfassungsgesetze، المفردBundesverfassungsgesetz ، abbrev. BVG ، أي بدون اندفاعة) والأحكام الفردية في القوانين والمعاهدات التي تم تصنيفها على أنها دستورية ("Verfassungsbestimmung"). على سبيل المثال، لا يتضمن B-VG وثيقة حقوق، ولكن يتم تقسيم الأحكام المتعلقة بالحريات المدنية على قوانين تشريعية دستورية مختلفة.
بمرور الوقت، خضع كل من B-VG والعديد من القوانين الدستورية المكملة له لمئات من التعديلات والمراجعات الطفيفة والكبيرة.

## التركيب
في المنطقة، جمهورية النمسا أصغر قليلاً من مين، اسكتلندا، أو هوكايدو، وهي موطن لسكان متجانسين عرقياً وثقافياً يبلغ عددهم ثمانية ملايين ونصف المليون نسمة. بالنظر إلى أن أكثر من خُمس سكانها يتركزون في مدينة فيينا وضواحيها، فإن الأمة هي أيضًا أحادية القطب بشكل طبيعي من حيث النشاط الاقتصادي والثقافي. ومع ذلك، يميز الإطار الدستوري للنمسا الجمهورية على أنها اتحاد يتكون من تسع ولايات اتحادية مستقلة:
|    | الإنجليزية    | ألمانية       | دول النمسا |
| 1. | بورغنلاند     | بورغنلاند     | دول النمسا |
| 2. | كارينثيا      | كيرنتن        | دول النمسا |
| 3. | النمسا السفلى | النمسا السفلى | دول النمسا |
| 4. | النمسا العليا | النمسا العليا | دول النمسا |
| 5. | سالزبورغ      | سالزبورغ      | دول النمسا |
| 6. | ستيريا        | شتايرمارك     | دول النمسا |
| 7. | تيرول         | تيرول         | دول النمسا |
| 8. | فورارلبرغ     | فورارلبرغ     | دول النمسا |
| 9. | فيينا         | فيينا         | دول النمسا |

## اننظر أيضا
- القضاء
- دولة القانون
- قواعد القانون
- حكم حسب القانون الأعلى
- الحقوق اللغوية

## روابط خارجية
- أداة البحث الرسمية عبر الإنترنت عن القانون النمساوي ( RechtsInformationsSystem، RIS ) (النسخة الإنجليزية) ، (الألمانية ، النسخة الكاملة)
- المحكمة الدستورية النمساوية
- التطورات الدستورية في النمسا
- Verfassungen Österreichs